# Palácio Menchikov
O Palácio Menchikov (em russo: Меншиковский дворец) é um edifício barroco Petrino em São Petersburgo, situado no terrapleno de Universitetskaya do Grande Neva na Ilha de Vassiliev. Foi o primeiro edifício de pedra da cidade. Desde 1981, tem servido como um museu público, um ramo do Museu Hermitage.
O palácio foi fundado em 1710 como uma residência do Governador-Geral de São Petersburgo, Alexandre Danilovitch Menchikov, e construído pelo arquiteto italiano Giovanni Maria Fontana, e, mais tarde, pelo arquiteto alemão Gottfried Johann Schädel. Foi inaugurado em 1711, mas a construção continuou até 1727 (auxiliado por Domenico Trezzini, Bartolomeo Rastrelli, Georg Johann Mattarnovy e Jean-Baptiste Le Blond), quando Menchikov e sua família foi exilada na Sibéria e sua propriedade foi confiscada.
Em 1731, os Corpos de Cadete foram estabelecidos e ocuparam o palácio e edifícios vizinhos. No final do século XIX o Palácio Menshikov foi restaurado e tornou-se o museu dos Corpos. Em 1924, suas coleções foram transferidas para o Hermitage e outros museus. De 1956-1981 o Palácio Menchikov foi restaurado novamente e finalmente aberto ao público como um ramo do Museu Hermitage com uma coleção de arte russa do final do século XVII e início do século XVIII.